# Direito privado
Direito privado se refere ao conjunto de normas jurídicas que disciplinam as relações privadas, ou seja, estabelecidas entre particulares. Trata-se de um conceito classificatório, distinguindo-se do direito público, conjunto de normas jurídicas que disciplinam as relações de natureza pública, ou seja, que de algum modo envolvem o Estado.

## Divisão entre direito público e direito privado
A divisão entre Direito Público e Direito Privado decorre de uma necessidade do estudo do direito, sobretudo em relação ao conteúdo da norma jurídica.
Trata-se da exigência de uma classificação ou de uma tópica jurídica.
A divisão entre Direito Público e Direito Privado também é o eixo para a organização das Faculdades de Direito e dos programas de graduação e pós-graduação.

## Origem da divisão entre direito público e direito privado
A origem da divisão entre Direito Público e Direito Privado remonta ao Direito Romano, sobretudo a partir da obra de Ulpiano (Digesto, 1.1.1.2) no trecho: Publicum jus est quod ad statum rei romanae spectat, privatum, quod ad singulorum utilitatem. (O direito público diz respeito ao estado da coisa romana, à polis ou civitas, o privado à utilidade dos particulares.)
A divisão também resulta da separação entre a esfera pública e a privada, do lugar da ação e do lugar do labor. Tércio Sampaio Ferraz corrobora o entendimento afirmando que, Quando Ulpiano, pois, distinguia entre jus publicum e jus privatum certamente tinha em mente a distinção entre a esfera do público, enquanto lugar da ação, do encontro dos homens livres que se governam, e a esfera do privado, enquanto o ligar do labor, da casa, das atividades voltadas à sobrevivência.
A tradição do Estado Moderno também representa a distinção a partir da separação entre o Estado e a sociedade. Sustenta-se, assim, que existem, na vida social, duas esferas com diferentes finalidades e regras de funcionamento: por um lado, a esfera privada, em que os indivíduos atuam livremente segundo sua vontade e interesse; por outro lado, a esfera pública, em que os cidadãos decidem de forma coletiva sobre assuntos de interesse geral.

## Critérios para divisão entre direito público e direito privado
Para o fim de analisar e caracterizar a divisão entre Direito Público e Direito Privado, importa estabeceler uma série de critérios objetivos para compreender a relação jurídica em questão. Destacam-se os seguintes critérios:
- Quanto ao conteúdo da relação jurídica: importa para esse critério verificar qual é o interesse predominante na relação jurídica. De maneira geral, se o interesse tutelado se referir ao particular o domínio será do Direito Privado, ou caso seja o interesse público será pertencente ao domínio do Direito Público.
- Quanto ao tipo da relação jurídica: será considerada uma relação jurídica de Direito Privado quando ocorre uma relação de coordenação dos sujeitos, isto é, quando as partes se encontram em situação de igualdade. Caso contrário, caso seja uma relação de imposição, na qual uma das partes pode sujeitar a outra a sua vontade, será pertencente ao Direito Público.
- Quanto à forma da relação jurídica: de maneira geral, a norma que apresenta um caráter imperativo (ius cogens) e, portanto, obrigatória para todos deverá pertencer ao domínio do Direito Público. Ao contrário, caso prevaleça a autonomia da vontade e dos interesses dos particulares será o domínio do Direito Privado.

## Críticas da divisão entre Direito Público e Direito Privado e críticas aos critérios da divisão
A dicotomia entre Direito Público e Direito Privado tornou-se um lugar comum ao estudo do Direito, não conferindo bases sólidas e rigorosas para uma orientação.
As principais críticas à divisão são:
- A divisão entre Direito Público e Direito Privado como um conceito abrangente: essa crítica indica a falta de precisão ao distinguir o Direito em dois grandes ramos e, ao mesmo tempo, sustenta a necessidade de uma melhor classificação dos ramos dogmáticos capazes de se ajustar às suas finalidades próprias.
- A inexistência da divisão entre Direito Público e Direito Privado: essa crítica se baseia na ideia dos direitos metaindividuais, sobretudo tendo em vista a necessidade de especificar os direitos de uma dada coletividade. A compreensão é que a distinção entre interesses públicos de privados, que em certa época era o suficiente para expressar toda a gama de interesses da coletividade, acabou por se tornar insuficiente para abranger o espectro de interesses que a sociedade moderna manifestava.
- A divisão do Direito Público e Direito Privado como simplificação do Direito como fenômeno jurídico complexo: essa crítica se fundamenta na simplificação da divisão a partir dos manuais de Direito (ou apostilas de cursos preparatórios para ingresso em carreiras públicas). O fato é que, nesses materiais de estudo, são apresentadas aos estudiosos simplificações de um de um fenômeno complexo como o Direito, eliminando as importantes porosidades e a real dinâmica e prática do Direito.

A grande maioria das criticas apresentadas se fundamenta a partir da insuficiência de critérios claros para justificar a divisão entre Direito Publico e Direito Privado.
Destacam-se as seguintes críticas aos critérios apresentados:
- Crítica do critério quanto ao conteúdo da relação jurídica: distinguir a relação a partir do interesse predominante é insatisfatório já que existem inúmeros interesses particulares albergados pela Constituição Federal e integrantes no domínio do Direito Público (p. ex., proteção dos direitos fundamentais).
- Crítica do critério quanto ao tipo da relação jurídica: a dificuldade desse critério resulta na analise da sujeição das partes, isto porque em muitos casos no Direito Privado há imposição unilateral de obrigações à uma parte pela vontade da outra parte (p. ex, contrato de adesão).
- Crítica do critério quanto à forma da relação jurídica: Muitas normas de Direito Privado possuem o caráter imperativo, cogente, enquanto outras normas de Direito Público se revestem de respeito e atenção pela Administração Pública à manifestação da Autonomia da Vontade emitida pelo particular.

## Os ramos do direito privado
A abordagem da divisão do Direito Privado apresentada está baseada a partir da história do direito romano que, não distinguiam o Direito Civil do Comercial: todas as relações de ordem privada continham-se no jus civile ou, então, no jus gentium, que era relativo aos estrangeiros ou relações entre romanos e estrangeiros
Em razão das corporações de mercadores, no final da Idade Média, verificou-se uma gradativa diferenciação das normas do Direito Civil, a fim de governar algumas relações surgidas no comércio (jus mercatorum). Ademais, o Direito Comercial assegurou certa autonomia do Direito Civil tendo em vista que as condições históricas determinaram o desenvolvimento de um ramo próprio do Direito para a defesa da atividade empresarial e a garantia e certeza da circulação e do crédito.
Outro momento importante para a divisão do Direito Privado são as evoluções industriais e tecnológicas, exigindo o surgimento de novos ramos.
Os principais ramos do direito privado são:
- Direito civil
- Direito comercial e empresarial
- Direito industrial
- Direito agrário

## Princípios ordenadores do direito privado
É possível identificar alguns princípios que ordenam o Direito Privado:
- Princípio da personalidade: todo o ser humano é sujeito de direitos e obrigações, pelo simples fato de ser humano,
- Autonomia da vontade: o reconhecimento de que a geral capacidade jurídica da pessoa humana lhe confere o poder de praticar certos atos ou abster-se deles, segundo ditames de sua vontade,
- Liberdade de estipulação negocial: a admissão de que esse poder implica a faculdade de outorgar direitos e aceitar deveres e inaugurando os negócios jurídicos),
- Propriedade individual: o reconhecimento de que o homem, por seu trabalho ou por formas outras que a lei contempla, pode exteriorizar a sua personalidade em bens imóveis ou móveis que passam a ser objeto exclusivo de seu querer, e de seu patrimônio,
- Intangibilidade familiar: a noção de que entre as situações jurídicas constituídas pelo livre querer dos indivíduos uma há que é a expressão imediata de seu ser pessoal, a família a cobro de indébitas ingerências em sua vida íntima,
- Legitimidade da herança e do direito de testar: a aceitação de que, entre os poderes que o homem exerce sobre os seus bens, inclui-se o de poder transmiti-los, no todo ou em parte, a seus herdeiros, a começar dos descendentes.

## Direito misto
O Direito Misto pode ser considerado como o conjunto de normas jurídicas que possuem natureza pública e privada como, por exemplo, a hipótese da regulamentação das relações dos produtores e consumidores ou dos empregadores e empregados.
Trata-se de ramos do Direito que assumem ambas as naturezas, próprias do direito social. É o caso do Direito do Trabalho, Direito do Consumidor, Direito Agrário entre outros.
Todavia, a justificativa do Direito Misto recebeu diversas críticas pelas doutrinas tendo em vista que uma categoria mista não especifica e determina nenhum conteúdo jurídico.
Os autores que se referem ao direito misto não definem satisfatoriamente uma categoria ou uma classificação nova.
Tendo em vista que a categoria mista não auxilia a distinguir o Direito Público e o Direito Privado e,ao contrário, acaba produzindo confusão, a doutrina prefere afastar essa classificação.

## A constitucionalização do direito privado
A constitucionalização do direito privado se traduz na perda de centralidade dos códigos, em especial do código civil, como vetores sistematizadores do próprio direito privado, pelo que a constituição assume o papel de eixo central ou de elemento harmonizador do ordenamento jurídico.
Constitucionalização do direito privado é uma expressão utilizada para referir-se ao processo de transformação ou de mudança de paradigma que a relação entre o direito constitucional e o direito privado passou a sofrer com o constitucionalismo e, mais especificamente, com a democracia constitucional.
Rompendo com a ideia de sistema jurídico que existia no mundo feudal, é justamente com o liberalismo anglo-saxônico e mais especificamente com a ideia de constitucionalismo e de direitos fundamentais, que veio a surgir apenas com John Locke no século XVII, e ainda com a ideia estadunidense de controle de constitucionalidade que ele carregava que passou a surgir uma relação de continuidade entre a constituição e o direito privado.
No direito romano existia uma distinção entre direito público e direito privado, porém, não existia uma relação de continuidade entre ambas as coisas, ambos operavam como mundos à parte. Eventualmente, o direito privado determinava a interpretação do direito público, mas não o contrário, até mesmo por não existir entre eles o conceito de constitucionalismo e de hierarquia de normas como nós conhecemos.
Concebendo o Direito como uma ordem piramidal escalonada, o jurista deve conceber o direito como ramos conexos, e não ignorar a relação entre o Direito privado e a Constituição na interpretação jurídica.
A constitucionalização do direito privado se traduz na perda de centralidade dos códigos, em especial do código civil, como vetores sistematizadores do próprio direito privado, pelo que a constituição assume o papel de eixo central ou de elemento harmonizador do ordenamento jurídico. Nesse novo paradigma, da originária justaposição de ambos os ramos, em princípio carente de conexões, passou-se por necessidade interna a uma relação de recíproca complementariedade e condicionamento. E isso significa que não apenas a constituição pode contribuir para a interpretação do direito privado, mas que o direito privado também pode contribuir para a interpretação da constituição, não se constituindo em uma relação de unilateralidade.
Não se deve confundir a "constitucionalização do direito privado" com a "publicização do direito privado". A denominada publicização compreende a subtração de matérias do direito privado, em alguns casos transformadas em ramos autônomos, como o direito agrário, o direito de águas, o estatuto da criança e do adolescente, os direitos autorais, e o direito do consumidor, e a submissão dessas matérias ao direito público, em muito relacionados com o estado social do século XX, devido a uma necessidade maior de intervenção do estado em áreas que adquiriram grande complexidade ou relevância social em tempos mais recentes.
Afirmar que "a Constituição Social passa a reger a dinâmica das relações privadas, buscando não mais apenas garantir a eficácia das liberdades individuais do cidadão em face o Estado, mas visa também prevenir a escravização do homem pelo próprio homem através da intervenção no domínio econômico e social" está incorreto. O que é descrito em tal citação é a ideia de estado social, e não o efeito da constitucionalização do direito privado. Portanto, é incorreto, como querem alguns, expressar que a "constitucionalização do direito privado" tem uma relação com a passagem do estado liberal para o estado social.
Também não deve ser confundido com a "eficácia horizontal dos direitos fundamentais" também chamada de "eficácia imediata dos direitos fundamentais entre privados", "eficácia privada" ou "eficácia em relação a terceiros" (em alemão: Drittwirkung), como normalmente é feito.
Em países como os Estados Unidos e a Inglaterra esse tipo de abordagem ao direito está solidificada há alguns séculos devido à estabilidade democrática. Em países como Brasil e Portugal, devido aos governos autocráticos e ao estabelecimento historicamente recente da democracia, esse debate também é recente, pois em momentos de autocracia essa relação entre a constituição e o direito privado costuma ser afetada.

## Repersonalização do direito privado
A chamada repersonalização do direito privado é a colocação da pessoa humana como centro do direito privado, compreendendo que ela está acima do patrimônio por não ter um preço, mas sim uma dignidade. Assim, ela está intimamente conectada com o princípio da dignidade da pessoa humana. Também é chamada de repersonalização do direito civil.

## Obras magnas e referências para o estudo do direito público e direito privado
- Fontes clássicas
  - Institutas, Gaio
  - Digesto, Imperador Justiniano.
- História do Direito Privado e Direito Público.
  - CAENEGEM, R. C. van. Uma Introdução Histórica ao Direito Privado. 2.ed. São Paulo: Martins Fontes, 1999. [Título original: Introduction Historique au Droit Privé].
  - WIEACKER, Franz. História do Direito Privado Moderno. Tradução A. M. Hespanha. 2.ed. Lisboa: Fundação Calouste Gulbenkian, 1967.
  - SUNDFELD, Carlos Ari. Fundamentos de direito público. São Paulo: Malheiros, 2006.
  - CRUZ, Guilherme Braga da. A Formação Histórica do Moderno Direito Privado Português e Brasileiro. Revista da Faculdade de Direito da Universidade de São Paulo, São Paulo, v. L, p.32-77, 1855.
  - PONTES DE MIRANDA, Francisco. Fontes e Evolução do Direito Civil Brasileiro. 2.ed., Rio de Janeiro: Forense, 1981.
- Outras referências para rápida consulta.
  - REALE, Miguel. Lições preliminares de direito. São Paulo: Saraiva, 2000, p. 341-372.
  - COELHO, Luiz Fernando. Aulas de introdução ao direito. Barueri: Manole, 2004, p.88-107.
  - FERRAZ JR., Tercio Sampáio. Introdução ao estudo do direito: técnica, decisão, dominação. São Paulo: Atlas, 2001, p.130-142.
  - DIMOULIS, Dimitri. Manual de introdução ao estudo do dirieto: definição e conceitos básicos; norma jurídica; fontes, interpretação e ramos do direito; sujeito de direitos e fatos jurídicos; relações entre direito, justiça, moral e política; direito e linguagem. São Paulo: Editora Revista dos Tribunais, 2007, p. 300- 320.